# Coupe des Seychelles féminine de football
La Coupe des Seychelles féminine de football est une compétition de football féminin. Il existe une FA Cup (Land Marine Cup) et une League Cup (Airtel Magic Cup).

## Palmarès FA Cup
- 2001 : United Sisters
- 2002 : Olympia Coast
- 2003 : Dolphins FC
- 2004 : Saint Anne United
- 2005 : Olympia Coast
- 2006 : Olympia Coast
- 2007 : Olympia Coast
- 2008 : United Sisters
- 2009 : United Sisters
- 2010 : La Digue Veuve
- 2011 : Lioness

### Bilan par clubs
- 4 victoires : Olympia Coast
- 3 victoires : United Sisters
- 1 victoire : Dolphins FC, Saint Anne United, La Digue Veuve, Lioness

## Palmarès League Cup
- 2003 : Olympia Coast
- 2004 : Dolphins FC
- 2005 : Dolphins FC
- 2006 : Olympia Coast
- 2007 : United Sisters

### Bilan par clubs
- 2 victoires : Olympia Coast, Dolphins FC
- 1 victoire : United Sisters